# Tom yum goong
Tom Yum Goong (em tailandês:  ต้มยำกุ้ง; A Honra do Dragão (título em Portugal) ou O Protetor (título no Brasil)) é um filme tailandês de artes marciais, estrelado pelo ator Tony Jaa.

## Sinopse
Kham, um jovem lutador precisa ir a Austrália recuperar seu elefante roubado. Com a ajuda de um detetive Khan tem que lutar contra todos, incluindo uma gangue liderada por uma mulher maligna e seus guarda costas.